# Presa Corona
Presa Corona är en ort i Mexiko.   Den ligger i kommunen Chapala och delstaten Jalisco, i den centrala delen av landet, 400 km väster om huvudstaden Mexico City. Presa Corona ligger 1 556 meter över havet och antalet invånare är 445.
Terrängen runt Presa Corona är kuperad. Runt Presa Corona är det ganska tätbefolkat, med 222 invånare per kvadratkilometer. Närmaste större samhälle är Atotonilquillo, 3,5 km väster om Presa Corona. I omgivningarna runt Presa Corona växer huvudsakligen savannskog.